# Beznuní
Els Beznuní (en armeni: Բզնունիներ, Beznuniner) van ser nakharark (nobles) d'Armènia, que va governar el Beznunik, i a la meitat del segle iv es van extingir en la seva branca principal quan el príncep Datab Beznuní va ser executat per ordre del rei Khosrov II d'Armènia per haver-se passat del bàndol del Gran Rei persa en la guerra entre Roma i Pèrsia del 337-363. Moisès de Khorèn els atribueix un origen hàikida (descendents del mític ancestre armeni Haik) en comú amb les cases d'Apahuní, de Manavazian i d'Orduni, que significava probablement un origen reial urartià.
Els territoris que governaven s'anomenaven Beznunik o Bznunik, a la costa occidental del llac Van, a la regió de Taron. Segons Faust de Bizanci, Datab Beznuní va donar suport als perses contra la voluntat del rei d'Armènia, i va ser detingut i lapidat, i tota la seva família detinguda i massacrada, sense deixar cap supervivent. Els seus dominis van ser cedits en part als Reixtuní, en part a la corona i en part a l'Església Armènia. Algunes branques secundaries van continuar posseint terres a alguns llocs d'Armènia però sense tenir cap paper polític.